# Hyperolius nimbae
Hyperolius nimbae is een kikker uit de familie van de rietkikkers (Hyperoliidae). De soort werd voor het eerst wetenschappelijk beschreven door Raymond Ferdinand Laurent in 1958. Oorspronkelijk werd de wetenschappelijke naam Hyperolius viridiflavus nimbae gebruikt.
De soort komt voor in delen van Afrika en leeft endemisch in het westelijk gelegen Ivoorkust. Mogelijk komt de soort daarnaast ook voor in delen van de aangrenzende landen Guinee en Liberia.
Hyperolius nimbae bereikt een lichaamslengte van ongeveer 30 tot 38 millimeter. De mannetjes blijven gemiddeld kleiner dan de vrouwtjes. De huid is grijsbruin van kleur, de huid heeft verder een zeer korrelige structuur.
De habitat van deze kikker zijn open plekken in bos in het laagland, waar het roept aan randen van broeken. Bij voorkeur vindt voortplanting ook in een broek plaats. In 2010 werd na 43 jaar weer een waarneming van een exemplaar van deze soort gedaan.